# Lunder
Lunder je priimek več znanih Slovencev:

## Znani nosilci priimka
- Aleš Lunder, odvetnik, strokovnjak za gospodarsko pravo
- Borut Lunder (*1969), tekač
- Dragica Knific Lunder, arheologinja
- Igor Lunder (*1969), jazz-glasbenik, kitarist, aranžer, dirigent
- Ivan Lunder (1843—?), učitelj, šolnik
- Jernej Lunder, filmski režiser, animator
- Majda Lunder (*1934), zdravnica dermatovenerologinja
- Marko Lunder (1934—2022), zdravnik dermatolog, prof. MF
- Marko Lunder (*1983), nogometaš
- Milovan Lunder (1919-1978), arhitekt
- Mojca Lunder (*1977), farmacevtka, prof. FFA
- Nives Lunder (r. Nives Bešter), oblikovalka, fotografinja
- Roman Lunder (*1961), veteran vojne za Slovenijo
- Rudolf Lunder (1886—1908), tiskar, rodoljub, žrtev demonstracij v Lj (z Ivanom Adamičem)
- Stane Lunder, geometer, vojaški inženirec (barikade); stotnik - veteran vojne za Slovenijo
- Stanka Lunder Verlič (*1971), pedagoginja, državna  uradnica
- Tomaž Lunder (1955—2016), fotograf in grafični oblikovalec
- Tomaž Lunder, zdravnik dermatolog, dermatologije
- Urška Lunder (*1959), zdravnica - specialistka paliativne oskrbe, publicistka
- Viktor Lunder (1888—1970), župnik, dekan